# Un'estate, un inverno
Un'estate, un inverno è una miniserie televisiva in sei puntate diretta da Mario Caiano e andata in onda dal 15 giugno al 20 luglio del 1971 sul Programma Nazionale della Rai.
Girata su pellicola cinematografica a colori, venne trasmessa subito dopo il grande successo dello sceneggiato Il segno del comando e replicata più volte in seguito.

## Trama
Francesco Catalano, un giovane calabrese, dopo l'armistizio di Cassibile ripercorre l'Italia da sud a nord tra l'estate del 1943 e l'inverno del 1944 e, nel suo cammino, incontra personaggi di svariate estrazioni sociali che poco per volta gli faranno acquisire una nuova coscienza civile. Scampato miracolosamente alla deportazione su un treno per i lager tedeschi, il racconto si interrompe alla vigilia della Liberazione di Roma, dove il destino del protagonista sarà incerto.

## Colonna sonora
Nella colonna sonora vengono utilizzati musiche folkloristiche italiane (tra cui Il riscatto della bella, eseguita da Otello Profazio) e musica ritmica sudamericana.
La sigla iniziale, Sciur padrun da li beli braghi bianchi, è cantata da Gigliola Cinquetti, e fu pubblicata anche su 45 giri; la sigla di chiusura, Siamo la gente, siamo il mondo, di Piero De Benedictis ed Ettore Lombardi, è cantata da Piero, anch'esso pubblicato su singolo.